# Frances Fitzgerald (Politikerin)

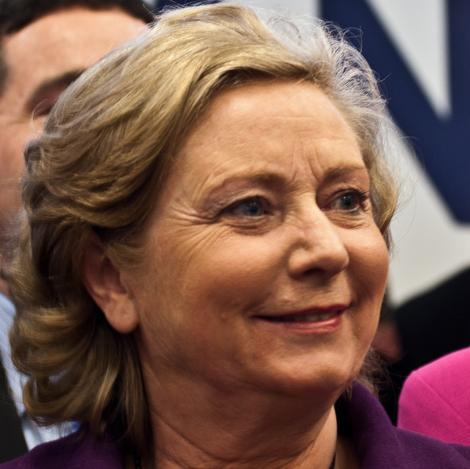
Frances Fitzgerald (2011)

Frances Fitzgerald (irisch Proinséas Mhic Gearailt, geb. Frances Ryan; * 1. August 1950 in Croom, County Limerick) ist eine irische Politikerin der Fine Gael.

## Leben
Frances Fitzgerald, die nach dem Studium am University College Dublin und der London School of Economics and Political Science als Sozialarbeiterin tätig war, bekleidete von 1988 bis 1992 das Amt der Vorsitzenden des Rates für den Status von Frauen.
1992 wurde sie für die Fine Gael erstmals zur Abgeordneten (Teachta Dála) in das Unterhaus (Dáil Éireann) gewählt und vertrat in diesem bis 2002 den Wahlkreis Dublin South-East. 1999 wurde sie zusätzlich im Stimmbezirk Rathmines in den Stadtrat von Dublin (Dublin City Council) gewählt.
Nach ihrer Wahlniederlage musste sie 2002 aus dem Unterhaus ausscheiden und scheiterte auch mit ihren Kandidaturen bei der Wahl zum Senat (Seanad Éireann) sowie abermals bei der Unterhauswahl 2007. 2007 wurde sie jedoch zum Mitglied in den Senat gewählt und gehörte dort bis 2011 der Interessengruppe der Arbeiterschaft an.
Sie verzichtete auf ihr Senatsmandat, nachdem sie im Wahlkreis Dublin Mid West am 25. Februar 2011 zur Abgeordneten des Unterhauses gewählt wurde. Am 9. März 2011 berief sie der neue Premierminister Enda Kenny zur Ministerin für Kinder- und Jugendangelegenheiten in die irische Regierung. Am 8. Mai 2014 wurde sie als Nachfolgerin des zurückgetretenen Alan Shatter zur Justizministerin ernannt und fungierte gleichzeitig als Tánaiste (Vizepremierministerin). Am 28. November 2017 trat sie als Vizepremierministerin und Ministerin zurück.
2019 wurde sie in das Europäische Parlament gewählt und ist Mitglied des Wirtschafts- und Währungsausschusses und des Ausschusses für die Rechte der Frauen und die Gleichstellung der Geschlechter sowie der Delegation für die Beziehungen zur Volksrepublik China. 2023 erfolgte die Ankündigung, für die Wahlen zum Europäischen Parlament 2024 nicht mehr zur Verfügung zu stehen. Sie schloss auch aus, als Präsidentin der Republik Irland zu kandidieren.